# カメル・ダウド
カメル・ダウド（ダウード、ダーウド）（Kamel Daoud、1970年6月17日 - ）は、フランス語で執筆するアルジェリアのジャーナリスト、小説家。長年、アルジェリアの独立系日刊紙『コティディアン・ドラン (オラン日報)』(フランス語新聞) の編集長を務める傍ら、フランス、イタリア、アメリカ合衆国などの新聞にも寄稿。2014年にフランスで出版された『ムルソー再捜査』はアルベール・カミュの『異邦人』でムルソーに殺された名前のない「アラブ人」の弟を語り手とする作品であり、翌年、ゴンクール処女小説賞を受賞。一貫して独裁政権およびイスラム主義（原理主義）を批判し続ける。2014年にファトワーを受け、2016年、原告に有罪判決が下された。

## 背景
カメル・ダウドはアルジェリア独立宣言（1962年7月5日）から8年後の1970年6月17日、モスタガネム（モスタガネム県の県都）に近いメラに生まれた。父は憲兵であったが、家族はみな非識字であり、ダウドは独学でフランス語を習得し、また、高等教育を受けたのも一家でダウドだけであった。幼い頃から「自分の居場所は本だった」と言う彼が最初に読み耽った作家はジュール・ヴェルヌで、『神秘の島』は続けざまに10回繰り返し読んだという。10歳のときに学校の図書館でギリシア神話を読んだことから、「神」に関心を持つようになり、（義務教育の一環としてのイスラム教以外に）ヒンドゥー教、仏教、ヘブライズム、さらにスーフィズム（イスラム神秘主義）について学んだ。カイロ（エジプト）を訪れたときにはムスリム同胞団の文書をひそかに持ち帰って読んだ。
数学のバカロレアに合格した後、大学では文学を専攻した。

## ジャーナリズム - 辛辣な批判
1994年にアルジェリアのフランス語新聞『コティディアン・ドラン (オラン日報)』に社会面の記者として採用され、1997年から「ライーナ・ライクォーム（私の意見、あなたの意見）」と題するコラムを連載した。主に政治・社会問題を論じるこのコラムは人気を博し、フランス語新聞としては最も多くの読者を獲得することになった。彼は「ライーナ・ライクォーム」で暗黒の10年（アルジェリア内戦）、石油大国アルジェリアにおける貧困、偏狭さと蒙昧主義を批判する。とりわけ、アブデルアジズ・ブーテフリカ政権（1999 - 2019年）を日々辛辣に批判し、「宮殿から墓場へ直行したがっている自己愛に溺れた独裁者」だというブーテフリカとその取り巻きが「どのような役割を果たしているか、何を考えているか、どのような策略を弄しているか」を暴く。もう一つの標的はイスラム原理主義である。彼は、「イスラム原理主義は解決にはならない。宗教は安定や均衡をもたらすわけではなく、原動力にもならない」と主張する。この結果、ダウドは政府の検閲を受け、イスラム原理主義者からは、棄教者、アッラーに服従しない者、入植者の仮面を被っている者といった批判を受け、殺害脅迫を受けている。しかし、彼は「（彼が）イスラム原理主義者以上にコーランを深く理解しているからこそ、（彼らは）余計に腹が立つのだ」という。

## 『ムルソー再捜査』- 『異邦人』の鏡像
2010年に最初の小説『対ムルソーまたは2度殺された「アラブ人」』を発表した（2013年、アルジェリアのバルザフ社から『ムルソー再捜査』として刊行）。『ル・モンド』紙がこれを取り上げ、2014年にフランスのアクト・シュッド社から刊行された。カミュの『異邦人』では、ムルソーが殺したアラブ人は作品全体で25回「アラブ人」と書かれるのみで名前がないのに対して、ダウドはこのアラブ人に「ムッサ」という名前を与え、ムッサの弟ハルーンがその背景やアルジェリア社会について語るという設定である。また、『異邦人』は有名な「きょう、ママンが死んだ」という言葉で始まるのに対して、ダウドの小説は、「きょう、マー（母）はまだ生きている」で始まる。そして、ムルソーがアラブ人を殺したように、ハルーンはジョゼフ・ラルケというピエ・ノワールを殺す。ダウドはこのような『異邦人』の外側にある世界、または「鏡像」を描くことで、フランス、アルジェリアのどちらの肩も持たず、両者の対立を越えようとした。
彼は、アルジェリア人がカミュの話をするときには『異邦人』ではなく『シーシュポスの神話』に言及し、ムルソーがアラブ人を殺したことではなく、カミュが「神を殺した」ことを非難する、「イスラム原理主義者がサハラ砂漠で人質を殺害するのと同じ意味で、アルジェリア人はみなムルソーだ」という。アルジェリアのような全体主義国家は、フィクション（小説）に対して不寛容であり、フィクションを「作り事」として貶め、教訓として読み解き、プロパガンダに利用しようとする、この結果、カミュの作品は誤読されるのだと論じる。彼はカミュの作品を政治・歴史的な解釈から解放し、文学として読み解かれるために、これにフィクションとしての『ムルソー再捜査』を対置させたのだという。
アルジェリアのバルザフ社から刊行された『ムルソー再捜査』では、主人公のムルソーをカミュと同一視し「殺人者」と呼び、『ペスト』に関して、カミュ本人をオランでの「大量虐殺」未遂の容疑で告発し、本の裏表紙では、旧仏植民地アルジェリアに対してフランスが犯した罪の「最終的な償い」を呼び掛けている。しかし、フランスのアクト・シュッド社から『ムルソー再捜査』が刊行された際、それらの部分は削られた。
フランス版『ムルソー再捜査』は日本語を含む世界28か国語に翻訳され、2013年、ゴンクール賞最終4候補作に残り、受賞は果たせなかったが、翌年、ゴンクール処女小説賞を受賞した。

## イスラム主義と女性、身体、欲望
2014年のガザ侵攻における「パレスチナとの連帯」の呼びかけに対して、「イスラムとユダヤ人に対する憎しみのための宗教的・民族主義的操作による選択的連帯」には反対する、「イスラエルのガザ侵攻は忌まわしい犯罪だが、連帯もまたパレスチナ人の寝首を掻く行為」である、なぜならば、「パレスチナをアラブ・イスラムのために利用し、欺いているからである」と主張した。
2014年12月、アルジェリア内戦時代にイスラム救済軍（イスラム救済戦線の軍隊）の指導者であり、現在、非合法政党「イスラム主義サフワ（覚醒）戦線」の党首であるサラフィー主義の指導者（イマーム）アブドルファッターフ・ハーマダシュが、ダウドは「コーランとイスラム教を疑い、イスラム教徒を傷つけ、西欧とシオニストを称え、アラビア語を貶めた」、「神とその預言者、その書、イスラム教徒およびその国に対する戦争」を仕掛けたとし、アルジェリア政権に死刑判決を求めた。原因は、ダウドがフランス2の番組で「いわゆるアラブ世界における神の問題に決着を付けなければ、人間の復権はあり得ない。先に進むことができない」と発言したことである。2016年3月8日、オラン軽罪裁判所はハーマダシュに対し、死の脅迫を理由に、禁錮6か月（うち実刑3か月）および罰金5千ディナール（450ユーロ）の判決を言い渡した。
2015年の大晦日から新年にかけてケルンで発生した暴行事件（ケルン大晦日集団性暴行事件）では、「北アフリカやアラブ諸国では、公共交通機関の中などで、男性が女性の身体を触る性犯罪は、日常茶飯事だ。ケルンで起きたのは、アラブ世界で毎日起きていることが、場所を変えて起きたにすぎない」などの指摘があり、これまで「イスラム教徒に対して反感を抱いている」（イスラムフォビア）と左派勢力から批判されることを恐れていた人々からもあらためて「文明の衝突」を指摘する声があがった。ダウドはこれまで、「欧州に保護を求める人々（難民・移民）は、欧州の価値観を高く評価するようになる可能性が大きい」と示唆していたが、この事件について『ル・モンド』紙上で、アラブ・イスラム世界における「女性、身体、欲望との病んだ関係」を指摘し、一部の左派の知識人からイスラムフォビアであるとの激しい批判にさらされることになった。彼はこれに対して『ル・ポワン』、『ニューヨーク・タイムズ』、『コティディアン・ドラン』などの紙上で反論し、「カメル・ダウド事件」と呼ばれる論争に発展した。同じアルジェリア人作家のブアレム・サンサルは、この事件が「あらゆるテロリストの過激化に歯止めをかける」ことになることを期待するとして、「自由、正義、真実」のためにダウドを全面的に支持し、パルカル・ブリュックネールは『ル・モンド』紙に「イスラム世界出身の自由思想家を知識人のファトワーから守ろう」と題する記事を掲載した。セネガルの若手作家モハメド・ムブーガル・サールは、ダウドを猛攻撃する「大学人の傲慢さ」を指摘し、政治学者・随筆家のローラン・ブーヴェは、ダウドに対する「イスラムフォビア容疑の裁判」は「スターリン時代を想起させる」と「イスラム主義に媚びる」左派の知識人を非難した。ダウドは、実際、この件に限らず、アラブ・イスラム世界における「女性、身体、欲望」の抑圧について繰り返し語り、この原因は、イスラム主義者が「生」を否定することにあるとしている。
2018年刊行の『女をむさぼり食う画家』は、パリのピカソ美術館を訪れたのを機に、東洋と西洋がそれぞれ女性の身体をどのように支配したかについて考察した、独自の美術評論である。
なお、アルジェリアの若者の性については、『ル・モンド・ディプロマティーク』日本語版の「アルジェリアの悲しき若者たち ― セックスと嘘とインシャッラー」に詳しい。

## その他
ダウドは編集長を務める『コティディアン・ドラン』のほか、『ル・ポワン』、『リベラシオン』、『ル・モンド』、『クーリエ・アンテルナシオナル』、イタリアの『ラ・レプッブリカ』、アメリカ合衆国の『ニューヨーク・タイムズ』、『スレート・アフリック』、アルジェリアのフランス語オンライン新聞『アルジェリ・フォキュス』など多くの新聞・雑誌に寄稿している。
2019年、パリ政治学院初の作家イン・レジデンス（「アーティスト・イン・レジデンス」参照）として、クリエイティブ・ライティング講座を担当することになった。

## 受賞・栄誉
- ムハンマド・ディブ文学賞 (2008年) - 『ニグロの序文』- ムハンマド・ディブ (1920-2003) はアルジェリアの作家[26]。
- オマル・ウルティラーヌ報道の自由賞 (2014年)[6] - アルジェリアのアラビア語新聞『エル・カバル（フランス語版）』の編集長オマル・ウルティラーヌは1995年10月3日に殺害された。ジャーナリストの殺害は同年19人目、1993年以降では43人目であった[27]。
- 2014年アキテーヌ地域フランソワ・モーリアック賞（フランス語版） - 『ムルソー再捜査』
- 2014年フランス語圏五大陸賞（フランス語版） - 同上
- 2015年ゴンクール処女小説賞 - 同上
- 2018年地中海賞（フランス語版） - 『ザブルまたは詩編』
- 2018年フランス語圏大賞メダル
- 2019年両世界評論賞（フランス語版） - 『女をむさぼり食う画家』-『両世界評論』参照
- 2019年チーノ・デル・ドゥーカ世界賞

## 著書
- La Fable du nain (小人の寓話), Dar El Gharb, Oran, 2003.
- Ô Pharaon (ああ、ファラオよ), Dar El Gharb, Oran 2005.
- L'Arabe et le vaste pays de Ô (アラブ人と「おお」の巨大な国), Barzakh, Alger 2008 (短編集) - 次の『ニグロの序文』所収。抜粋第1章、第9章。
- La Préface du Nègre (ニグロの序文), Éditions Barzakh, Alger, 2008 (短編集).
- Minotaure 504 (ミノタウロス504), Sabine Wespieser éditeur, Paris, 2011 (短編集) - 上掲書フランス語版。
- Meursault, contre-enquête, Barzakh, 2013 et Actes Sud 2014.
- 『もうひとつの『異邦人』― ムルソー再捜査』鵜戸聡訳、水声社、2019年。
- Mes indépendances – Chroniques 2010-2016 (私の独立性 ― 2010-2016年のコラム記事), Éditions Barzakh et Actes Sud, 2017
- Zabor ou les psaumes (ザブルまたは詩編), Éditions Barzakh et Actes Sud, 2017.
- Le peintre dévorant la femme (女をむさぼり食う画家), Stock, 2018.